# Elias Altschul
Elias Altschul (8. dubna 1797 Praha – 16. července 1865 Praha) byl český lékař a homeopat.

## Život
Elias Altschul se narodil v pražské židovské rodině. Praze Jeho otec chtěl, aby se Elias Altschul učil orientální jazyky, aby se později stal rabínem. Elias Altschul však větší zájem projevil o přírodní vědy. Vystudoval gymnázium v Praze, navštěvoval přednášky na vídeňské univerzitě a zde 10. září 1832 získal doktorát medicíny. Poté se věnoval oftalmologii; v roce 1834 vydal ve Vídni knihu praktického oftalmologie.
Později se Altschul stal městským lékařem v Boskovicích. Seznámil se s homeopatií. V roce 1849 požádal o zřízení soukromého lektorátu praktické a teoretické homeopatie na Karlově univerzitě v Praze. Altschul se tak stal jedním z prvních lékařů, kterým bylo dovoleno vyučovat homeopatii na lékařské fakultě. Stal se přednostou polikliniky pro homeopatii. V roce 1853 založil a redigoval měsíčník pro teoretickou a praktickou homeopatii.
Ačkoli byl Altschul podporován ministerstvem v jeho snahách, narazil na odpor. V roce 1855 mimo jiné Carl Ernst Bock kritizoval Altschula a homeopatii. Altschul pak napsal veřejný dopis, ve kterém vysvětlil, že homeopatie má vědecká tvrzení
Altschul byl členem korespondentem Drážďanské společnosti pro přírodní historii a lékařství. Byl členem i dalších učených společností. Naposledy působil jako praktický lékař v Praze.
Byl ženatý, bezdětný. Zemřel v Praze 16. července 1865 na marasmus (kachexii).

## Dílo
- Taschenwörterbuch für practische Augenärzte: nach den vielsältigsten klinischen Erfahrungen der beruhmtesten Augenärzte und den besten Schriftstellernälterer und neuerer Zeit (1833)
- Lehrbuch der physiologischen Pharmacodynamik: eine klinische Arzneimittellehre für homöopathische Aerzte als Grundlage am Krankenbette und Leitfaden zu academischen Vorlesungen: nach dem neuesten Standpunkte der medizinischen Wissenschaften (Praha 1850; online na Google Books)
- Das therapeutische Polaritätsgesetz der Arzneidosen als prinzipielle Grundlage zur physiologischen Pharmacodynamik:Im Geiste eines wissenschaftlichen Versuches dargestellt (1852) Digitalisierte Ausgabe der Universitäts- und Landesbibliothek Düsseldorf
- Lehrbuch der physiologischen Pharmacodynamik (Praha 1853; online na Google Books)
- Offenes Sendschreiben an Herrn Dr. Carl Ernst Bock, Professor der pathologischen Anatomie an der Universität zu Leipzig, den Entdecker der Selbstheillehre: eine kritische Beleuchtung seiner polemischen Angriffe auf die praktischen Heilmethoden im Allgemeinen und auf die Homöopathie insbesondere (Praha 1856; online na Google Books)
- Systematisches Lehrbuch der theoretischen und praktischen Homöopathie: nach den an k. k. Prager Universität öffentlich gehaltenen Vorlesungen (Praha 1858; online na Google Books)
- Klinisch-homöopathisches Taschenworterbuch für as Haus und die Reise: Nach dem neuesten Standpunkte der medicinischen Wissenschaften für praktische Aerzte (1861)
- Homöopathischer Reise-Almanach (Sondershausen 1862; on line na Google Books)
- Taschenwörterbuch der Kinder-Krankheiten und ihre homöopathische Behandlung: mit steter Angabe der neuern einfachen Heilmittel der physiologischen Schule fur Äerzte und Wundärzte (Praha 1863; online na Google Books)
- Real-Lexicon für homöopathische Arzneimittellehre, Therapie u. Arzneibereitungskunde: nach seinen öffentlichen Vorlesungen an der Prager K. K. Universität und unter steter Angabe der neuern einfachen Heilmittel der physiologischen Schule (Sondershausen 1864; online na Google Books)
- Real-Lexicon für homöopathische Arzneimittellehre, Therapie u. Arzneibereitungskunde (1864)
- Kritisches Sendschreiben über das bisherige Verfahren mit den Sterbenden